# Stylopoma novum
Stylopoma novum är en mossdjursart som beskrevs av Tilbrook 200. Stylopoma novum ingår i släktet Stylopoma och familjen Schizoporellidae. Inga underarter finns listade i Catalogue of Life.